# Fördergemeinschaft der Querschnittgelähmten
Die Fördergemeinschaft der Querschnittgelähmten Deutschlands e. V. (FGQ) ist ein gemeinnütziger Verein zur Förderung der Interessen der Querschnittgelähmten und Umsetzung der UN-Konvention über die Rechte von Menschen mit Behinderungen in Deutschland.

## Geschichte
Die Behindertenorganisation wurde 1981 als „Fördergemeinschaft der Paraplegiker“ von Christian Joachimi gegründet, zunächst hauptsächlich, um „im Einzelfall da Starthilfe (zu) geben“, wo andere Hilfen nicht ausreichen. Die FGQ initiierte 1990 die Gründung der Deutschen Stiftung Querschnittlähmung, die sich vor allem für die Grundlagenforschung engagiert.

## Aufgaben
Aufgabe des Vereins ist die Verbesserung der Lebenssituation querschnittgelähmter Menschen, dazu gehören
- Informations- und Beratungstätigkeit: Betroffene beraten Betroffene und Angehörige beraten Angehörige (Peer Counseling). Ziel ist es, beim Prozess des Ausscheidens aus der Klinik zu der Eingewöhnung in den Alltag zu Hause einen Ansprechpartner zu haben, der Impulse geben kann für die Neuorientierung und Beispiel ist für eine Zukunftsperspektive.
- Unterstützung finanziell Bedürftiger (Einzelfallhilfe)
- Politische Interessenvertretung
- Öffentlichkeitsarbeit

## Fachzeitschrift
Organ der Fördergemeinschaft ist die Zeitschrift "PARAplegiker", die im OT Medienverlang erscheint.
Sie erscheint vierteljährlich. FGQ Mitglieder erhalten den PARAplegiker kostenlos im Rahmen ihrer Mitgliedschaft.

## Arbeitsgemeinschaften
Innerhalb der Vereinsarbeit gibt es verschiedene Arbeitsgemeinschaften (ARGE), die sich mit den dringendsten Anliegen querschnittgelähmter Menschen befassen und Problemlösungen erarbeiten.

### ARGE Bauen und Umwelt
Die ARGE Bauen und Umwelt befasst sich mit der Sammlung, Aufbereitung und Verbreitung von fachspezifischen Informationen über barrierefreies Bauen bzw. Planen und der damit verbundenen Umweltgestaltung (unabhängig von der Art der Behinderung) und interveniert gegebenenfalls bei öffentlichen Bauvorhaben. Themenbezogene Fragen Betroffener und Interessierter (aus welchen Gründen auch immer) sollen und werden so weit wie möglich beantwortet.

### ARGE Recht und Soziales
Die ARGE Recht übernimmt die Aufklärung der Betroffenen über die rechtlichen Aspekte einer Querschnittlähmung und gibt eine erste Hilfestellung auf dem Weg zur Durchsetzung ihrer Rechte.

### ARGE Urlaub
Die ARGE Urlaub setzt sich für die Verbesserung von Reise- und Urlaubsmöglichkeiten für Menschen mit Mobilitätseinschränkungen ein.

### ARGE Assistenz
Die ARGE Assistenz beantwortet Fragen rund um das Thema "Persönliche Assistenz".

### ARGE atemWEGE
Die ARGE Beatmung arbeitet zusammen, um auf die besonderen Bedürfnisse beatmeter Querschnittgelähmter Antworten zu finden.

### ARGE Ernährung
Die Koordinatorin Anette von Laffert ist Diplom-Ökotrophologin und unter anderem auf die Ernährung mobilitätseingeschränkter Personen spezialisiert.

### ARGE Kfz und Umrüstung
Hier können Interessierte alles zum Thema Kfz, Umrüstung und Umbau erfragen und sich informieren, welcher Fahrzeugtyp den jeweiligen Bedürfnissen am besten gerecht wird. 

## Stützpunktnetz
Die Fördergemeinschaft der Querschnittgelähmten ist bundesweit an allen Querschnittszentren tätig.
Stützpunkte (Auswahl):
- Unfallkrankenhaus Berlin – Behandlungszentrum für Rückenmarkverletzte
- BDH-Klinik Greifswald – Neurologisches Rehabilitationszentrum und Querschnittgelähmtenzentrum
- Berufsgenossenschaftliches Unfallkrankenhaus Hamburg – Querschnittgelähmten-Zentrum
- Klinik Hohe Warte Bayreuth – Klinik für Querschnittgelähmte
- Berufsgenossenschaftliche Kliniken Bergmannsheil Bochum – Abteilung für Neurotraumatologie und Rückenmarkverletzte
- Berufsgenossenschaftliche Unfallklinik Duisburg
- Gemeinschaftskrankenhaus Herdecke – Querschnittabteilung
- Berufsgenossenschaftliche Unfallklinik Frankfurt am Main
- Orthopädische Universitätsklinik Heidelberg – Orthopädie II
- Evangelisches Stift St. Martin Koblenz
- Berufsgenossenschaftliche Unfallklinik Ludwigshafen – Abteilung für Querschnittgelähmte und Technische Orthopädie
- Berufsgenossenschaftliche Unfallklinik Murnau/Staffelsee – Zentrum für Rückenmarkverletzte
- Zentralklinik Bad Berka
- Berufsgenossenschaftliche Kliniken Bergmannstrost Halle – Zentrum für Rückenmarkverletzte

## Peer Counseling
Das Peer-Projekt der FGQ bietet Beratungen von professionell geschulten, selbst betroffenen Querschnittgelähmten für Menschen an, die neu in der Situation sind oder Unterstützung benötigen. Die Beratung erfolgt auf Augenhöhe. Das ist die Grundlage für eine Weitergabe von Informationen, die ein Mensch ohne eine körperliche Einschränkung kaum erfahren wird. Das Konzept der FGQ geht auf, denn es ist bereits in fast allen 28 Rehabilitationszentren der Bundesrepublik für Menschen mit Querschnittlähmung erfolgreich etabliert. In ganz Deutschland sind knapp 160 Peers unterwegs, um Neu-Betroffenen eigene Erfahrungen und Impulse für eine Neuorientierung zu geben und damit eine glaubwürdige Zukunftsperspektive zu eröffnen. Inzwischen an die FGQ auch die Peerberatung für Angehörige querschnittgelähmter Menschen im Programm.

## Vorstand
- Vorsitzender: Kevin Schultes
- Stellvertretender Vorsitzender: Rainer Abel
- Schatzmeister: Dirk Weber
- Schriftführerin: Dunja Reichert
- Beisitzerin: Marion Bender

- Ehrenvorsitzender: Hans Jürgen Gerner